# Courcôme
Courcôme is een gemeente in het Franse departement Charente in de regio Nouvelle-Aquitaine en telt 421 inwoners (1999). De plaats maakt deel uit van het arrondissement Confolens.

## Geschiedenis
Op 1 januari 2019 werd Courcôme uitgebreid met de op die datum opgeheven gemeenten Tuzie en Villegats, waardoor zij het statuut van commune nouvelle kreeg. 

## Geografie
De oppervlakte van Courcôme bedraagt 19,6 km², de bevolkingsdichtheid is 21,5 inwoners per km².
De onderstaande kaart toont de ligging van Courcôme met de belangrijkste infrastructuur en aangrenzende gemeenten.

## Demografie
Onderstaande figuur toont het verloop van het inwonertal.